# 八塘牌坊
29°50′21.95″N 106°17′29.15″E / 29.8394306°N 106.2914306°E
八塘牌坊，全稱“旌表處士殷璧光之妻六品銜庠生義璜之母李氏坊”，因位於獅子橋旁,也稱為獅子橋牌坊，位於重慶市璧山縣八塘鄉西15米，修建於嘉慶十一年(1806年)，是一座節孝牌坊，是重慶市璧山縣文物保護單位。
旌表牌坊是中國社會中特有的表揚性建築，藉以教化人心，多建在舊時的官道。八塘獅子橋牌坊亦為其中之一，位於重慶到成都的古道上，石質仿木結構，重檐山頂。檐下施斗栱四朵，次間各施斗栱兩朵。坊身、斗栱及部分額坊上有淺浮雕圖案。坊為四柱三間。

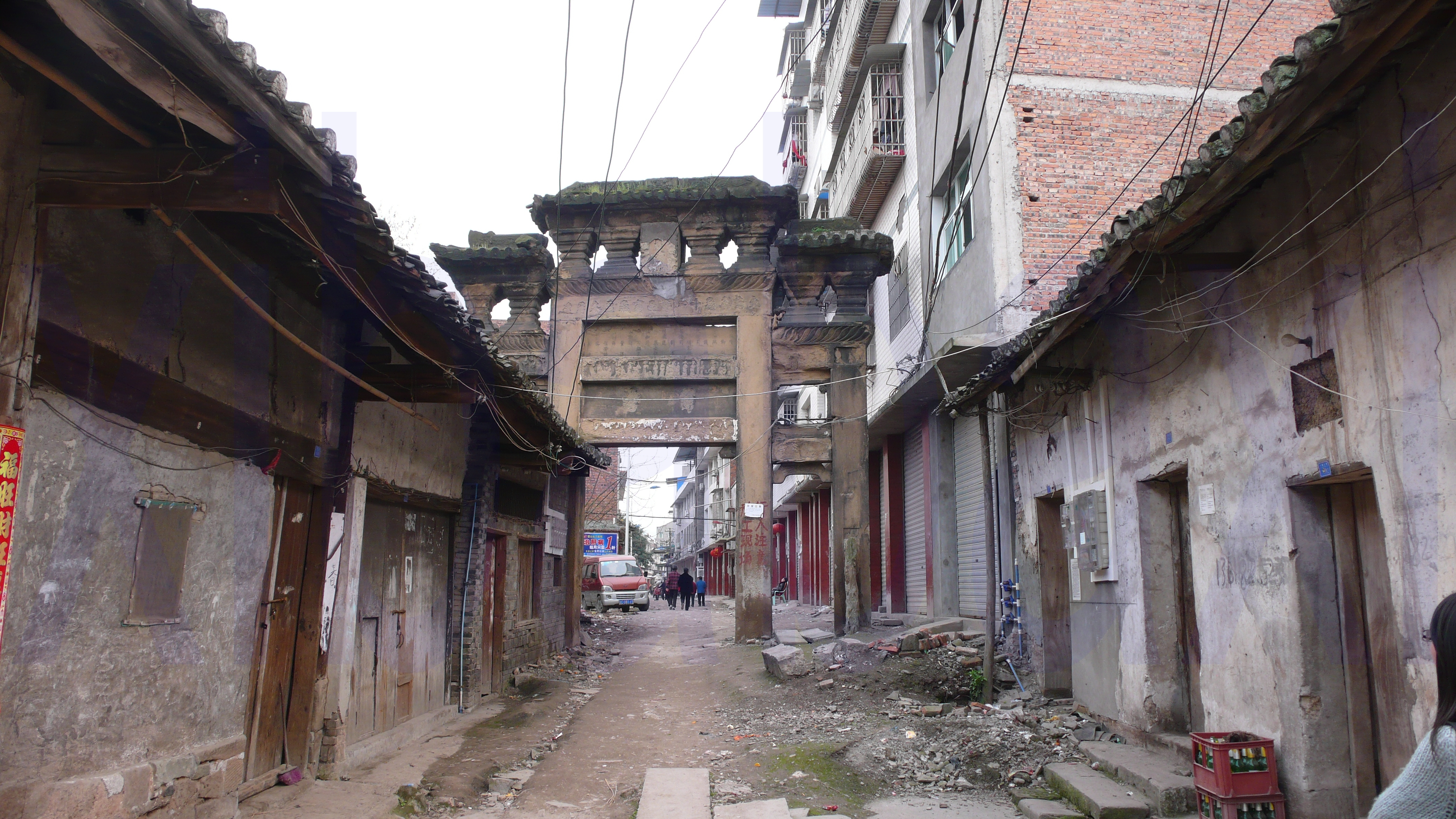
璧山縣八塘牌坊

在文革時期險被拆除，但因牌坊兩端的石柱嵌在民房之中，如若拆除將會損毀村民房屋。後經當時的村主任劉太英找人進行粉刷，並寫上毛語錄才得以保存。但由於近年處理除去水泥等填充物方式不恰當，造成了大部分文字的破壞。

## 牌坊文字
牌坊兩面文字一致，大部文字雖能辨認，但都有不同程度破壞痕跡。
- 牌坊斗栱下書“大清嘉慶十一年丙寅歲孟冬月建”
- 正上匾下書銜名“四川總督勒保、提督學政錢栻[3]、布政使司楊揆、按察使司劉清、四川東道嚴文鋐[4]、重慶知府石韞玉[5]、璧山知縣董淳[6]、璧山知縣程齊誥[7]、璧山訓導劉翀[8]”
- 正上匾題“節孝”二大字
- 其下為坊名“旌表處士殷璧元之妻六品銜庠生義璜之母李氏坊”
- 左下串坊大部文字已泐，殘餘“庠……曾孫成……”數個字

## 坊主
殷璧元妻李氏，同治《璧山縣志》有載：“殷璧元妻李氏年三十夫亡，事孀姑撫幼子備歷艱辛，子入武庠，堵禦教匪有功，嘉慶八年旌表（通志已載）”
其子殷義璜，同書也有載：“嘉慶四年，教匪竄擾江北、合州等處，知縣張人龍諭民築寨、練團、製戰器、備城守，復鑄大礮數十座，與巴紳劉國輔率徐玉龍、殷義璜及左墤、羅廷颺等督鄉勇千餘人於澄江口、北碚、炭垻、無息溪、馬項頸、風埡諸處，日夜輪守，相拒年餘，賊不敢渡江，復造渡船數隻，全活北岸難民無算。”